# Kolonia Malennik
Kolonia Malennik – kolonia w Polsce położona w województwie lubelskim, w powiecie biłgorajskim, w gminie Potok Górny.
W latach 1975–1998 miejscowość należała administracyjnie do województwa zamojskiego.
Kolonia jest sołectwem w gminie Potok Górny.
Znajduje się tu odrestaurowany dworek z poł. XIX w.
Wierni Kościoła rzymskokatolickiego należą do parafii Narodzenia Najświętszej Maryi Panny w Krzeszowie.